# Лукич, Саша
Са́ша Лу́кич (серб. Саша Лукић; родился 13 августа 1996 года в Шабаце, Сербия) — сербский футболист, центральный полузащитник клуба «Фулхэм» и сборной Сербии. Участник чемпионата мира 2022 и чемпионата Европы 2024.

## Клубная карьера
Лукич — воспитанник клуба «Партизан». В 2013 году для получения игровой практики Саша на правах аренды перешёл в «Телеоптик». 17 августа в матче против «Пролетера» он дебютировал в Первой лиге Сербии. 8 сентября в поединке против «Радника» Лукич забил свой первый гол за «Телеоптик». Летом 2014 года Саша вернулся в «Партизан». 16 мая 2015 года в матче против «Нови Пазар» он дебютировал в чемпионат Сербии. В своём дебютном сезоне Лукич выиграл чемпионат. 8 августа в поединке против «Спартака» из Суботицы он забил свой первый гол за «Партизан». В 2016 году Саша завоевал Кубок Сербии.
Летом того же года Лукич перешёл в итальянский «Торино». Сумма трансфера составила 2 млн евро. 17 октября в матче против «Палермо» он дебютировал в итальянской Серии A. 
Летом 2017 года Лукич на правах аренды перешёл в испанский «Леванте». 15 декабря в матче против «Севильи» он дебютировал в Ла Лиге. По окончании аренды Лукич вернулся в «Торино». 3 мая 2019 года в поединке против «Ювентуса» Саша забил свой первый гол за клуб. 
В начале 2023 года Лукич перешёл в английский «Фулхэм», подписав контракт на 4,5 года. Сумма трансфера составила 9 млн. евро. 11 февраля в матче против «Ноттингем Форест» он дебютировал в английской Премьер-лиге.

## Международная карьера
В 2017 году в составе молодёжной сборной Сербии Лукич принял участие в домашнем молодёжном чемпионате Европы. На турнире он сыграл в матче против команды Испании.
7 сентября 2018 года в матче Лиги наций сборной Литвы Лукич дебютировал за сборную Сербии. 11 ноября 2021 года в товарищеском матче против сборной Катара Саша забил свой первый гол за национальную команду.
В 2022 году Лукич принял участие в чемпионате мира в Катаре. На турнире он сыграл в матчах против команд Бразилии, Камеруна и Швейцарии.

### Голы за сборную Сербии
| #   | Дата             | Место                        | Противник | Результат | Счет | Соревнование         |
| --- | ---------------- | ---------------------------- | --------- | --------- | ---- | -------------------- |
| 01. | 11 ноября 2021   | Райко Митич, Белград, Сербия | Катар     | 1:0       | 4:0  | товарищеский матч    |
| 02. | 24 сентября 2022 | Райко Митич, Белград, Сербия | Швеция    | 4:1       | 4:1  | Лига наций 2022/2023 |

## Достижения
Клубные
«Партизан»
- Чемпион Сербии: 2014/15
- Обладатель Кубка Сербии: 2015/16